# 岩重昌興
岩重昌興（いわしげまさおき）は、フランクロイドライトの作風を学び、以後のオリジナルデザインに少なからぬ影響を受けた　岩重建築設計事務所を主宰。日本の建築家。おもに病院建築、特に眼科医院の設計をおこなう。東京都生まれ。

## 略歴
- 1960年、日本大学建築科卒業
- 1964年 NOIE建築設計事務所を開設
- 1984年 (株)岩重建築設計事務所に改称

1964年、NOIE建築設計事務所を開設。第1作がイギリスのデザイン誌「デコラティブアート」の取材を受け、同誌に発表の機会を得る。近年は医療建築に興味を持ち、中でも眼科医院、診療所の設計に力を入れる。 

## おもな作品
- 塚原眼科（2009年）
- しぶや眼科（2008年）
- さくら眼科クリニック（2008年）
- こぐれ眼科クリニック（2008年）
- ひがしで眼科クリニック（2008年）
- みやぐち内科医院（2007年）
- 湘南ごしょみ眼科医院（2007年）
- えのもと眼科医院（2006年）
- 小田眼科医院（2006年）
- 古川眼科医院（2005年）
- いその眼科医院（2004年）
- 大船田園眼科医院（2004年）
- M眼科医院（2003年）
- 青梅順心眼科医院（2003年）
- さだまつ眼科クリニック（2002年）
- 松下眼科医院（2001年）
- 伊勢崎たむら眼科医院（（1999年）
- たかの眼科医院（1997年）
- くぼたデンタルクリニック（1997年）
- 高山眼科緑町医院（1993年）
- 東飯能眼科（2008年4月、ビル内内装）
- やながわ眼科（2007年8月、ビル内内装）
- W眼科（2004年、ビル内内装）
- イワサキ眼科医院（2002年、ビル内内装）
- Y内科医院（2002年、ビル内内装）
- 中目黒眼科医院（1999年、ビル内内装）
- 高山眼科駅前医院・高山眼科アイドックセンター（2007年）